# Walter Robb
Walter Lee Robb (* 25. April 1928 in Harrisburg, Pennsylvania; † 23. März 2020) war ein US-amerikanischer Ingenieur, Geschäftsmann und Philanthrop.

## Leben
Robb erhielt 1993 die National Medal of Technology and Innovation. Er war in der Forschung und Entwicklung von General Electric tätig. Er war Eigentümer einiger lokaler Sportmannschaften und kaufte 1998 das Eishockeyfranchise der Albany River Rats aus der American Hockey League.
Robb starb am 23. März 2020 im Alter von 91 Jahren an COVID-19.